# انتسو کاناواله
انتسو کاناواله (انگلیسی: Enzo Cannavale؛ ‏زادهٔ ۵ آوریل ۱۹۲۸ – درگذشتهٔ ۱۸ مارس ۲۰۱۱) بازیگر اهل ایتالیا بود.
از فیلم‌هایی که او در آن نقش داشته است، می‌توان به یک هفته کنار دریا، مستأجر طبقه بالا، شوهر در تعطیلات، تمام آنچه باید آشکار شود، تعطیلات زمستانی، سوداگر، تعطیلات کاکتوسی، منشی خصوصی پدرم، اون حرکتی که خیلی دوستش دارم، دختر دبیرستانی، سینما پارادیزو، ایتالیای کوچک، بهیار، چشم گربه، معلم مدرسه، پوکر در رختخواب، راننده تاکسی، چگونه از دست زن خلاص شده، یک معشوقه پیدا کنیم، شیرین‌بیان، دریای جنوب، لطفاً مراقب آملیا باش، خانم صاحبخانه، نجیب و پاکدامن و به من میگن پاگنده اشاره کرد.
کاناواله در سال ۱۹۸۸ برنده روبان نقره‌ای بهترین بازیگر نقش مکمل مرد شده است.